# Coccidiphaga futilis
Coccidiphaga futilis är en fjärilsart som beskrevs av Swinhoe 1844. Coccidiphaga futilis ingår i släktet Coccidiphaga och familjen nattflyn. Inga underarter finns listade i Catalogue of Life.